# Herbert Schibukat
Herbert Schibukat (* 27. Oktober 1914 in Rastenburg; † 7. April 1999 in Klein Wittensee) war ein deutscher Eishockeyspieler. Er war auch als Fußballer aktiv.

## Karriere
Herbert Schibukat spielte auf Vereinsebene für den Rastenburger SV in Ostpreußen. 1944 nahm er mit dem LTTC Rot-Weiß Berlin an Meisterschaftsspielen teil. Nach dem Krieg trat Schibukat 1947 und 1948 für den VfL Bad Nauheim, mit dem er deutscher Vizemeister wurde an, bevor er zu KTSV Preußen Krefeld wechselte. Mit Preussen gewann er in der Saison 1950/51 den deutschen Meistertitel. Er spielte von 1950 bis 1956 für den KTSV Preußen, wo er auch als Trainer tätig war. Im Alter von 40 Jahren beendete er dort seine sportliche Karriere. Danach kam er zwischen 1957 und 1967 als Verteidiger noch zu Einsätzen für den Krefelder FV. 

### International
Für die deutsche Eishockeynationalmannschaft nahm Schibukat an den Olympischen Winterspielen 1936 in Garmisch-Partenkirchen und 1952 in Oslo teil.

## Erfolge und Auszeichnungen
- 1951 Deutscher Meister mit Preussen Krefeld

## Fußball
Im Februar 1947 wurde Schibukat aus der amerikanischen Kriegsgefangenschaft entlassen und zog nach Bad Pyrmont, wo er als Verteidiger bei der SpVgg Bad Pyrmont spielte. Noch im selben Jahr wechselte er zur SpVgg Hameln 07, wo er gemeinsam mit Ernst Willimowski im Fußballteam spielte. Im Frühjahr 1948 wechselte er zu Preußen Krefeld. 1949/50 bestritt Schibukat für die Krefelder 23 Ligaspiele im Fußball.

## Trivia
Nach Beendigung seiner Karriere war er Wirt in einer bekannten Eishockeygastwirtschaft in Krefeld, bis er nach Eckernförde in Schleswig-Holstein zog. Er starb am 7. April 1999 in Klein Wittensee.